# Pseudohippopsis filicornis
Pseudohippopsis filicornis är en skalbaggsart som beskrevs av Raffaello Gestro 1895. Pseudohippopsis filicornis ingår i släktet Pseudohippopsis och familjen långhorningar.
Artens utbredningsområde är:
- Kenya.
- Togo.

Inga underarter finns listade i Catalogue of Life.